# جون كيج مارفن
جون كيج مارفن (بالإنجليزية: John Gage Marvin)‏ هو محامي وسياسي أمريكي، ولد في 1815، وتوفي في 1855.